# 9026 Denevi
A 9026 Denevi (ideiglenes jelöléssel (9026) 1988 ST2) a Naprendszer kisbolygóövében található aszteroida. Schelte J. Bus fedezte fel 1988. szeptember 16-án.